# ناگا

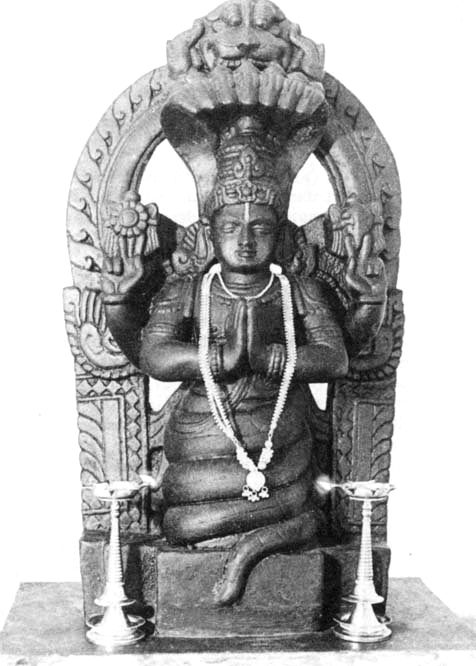
پاتانجلی در مسیر انتزاع

ناگا (انگلیسی: Nāga)، در اساطیر هندو «ناگا» نامی عمومی برای مار است.

## ناگای هفت سر
ناگای هفت سر اژدر ماری با سرهایی همانند سر مار کبری و به هیئت تاجی است از چند سر آراسته به پر بهاترین و رخشان‌ترین گوهرهای سه جهان، که «پاتالا» (جهان زیرین) را روشن می‌سازد.

## اسطوره هندو
در اسطوره هندو، ناگا با نیم تنه انسان و دُم مار، در ارتباط با آب‌ها بودند، همسران آن‌ها ناگی یا «ناگینی» نام دارند که به خاطرِ زیبایی شهره هستند.
ناگاها نگهبان گنجینه‌های زیر زمین هستند، گاهی ناگا به صورت مرد خوش چهره ای تصویر می‌شود یا به صورت (نیم مرد-نیم مار). ناگی همسر ناگه است. به پیروان کیش مار نیز ناگا گفته می‌شود، معابد آنان در بسیاری از نقاط هند وجود دارد به خصوص در بنگال و آسام و جشن مار در زمان‌های مختلف سال بر پا می‌شود. در روز جشن زنان خانواده مجسمهٔ کوچک مار «ناگاکالس nagakala» از خاک رس به معبد می‌آورند یا شیر و مایعات دیگر در سوراخ مار می‌ریزند.

## ناگالند
اکثریت ایالت آسام هند انواع مارهای مختلف را می‌پرستیدند، این اصطلاح، به تمام فرِق مار پرست گفته می‌شود. دولت نیز به خاطر احترام گذاردن به احساسات مذهبی این قوم، این ایالت را در اول دسامبر «۱۹۹۳» به ناگالند NAGALAND نامگذاری کرد. «ناگاها» از نسل آریائی و فرزندان برهمایند. ناگاها در جنگ با دشمن از انواع دهاک ها و کژدم های زهری برای ترساندن و دور کردن دشمن استفاده می‌کردند.

## بودا
در سانسکریت «Naga» مار سمبل نا میرائی، حاصلخیزی و الوهیت است. و با شخصیت جهانی بودا ارتباط دارد.